# Горы Рука
Горы Рука (горы Рук, Скалистые горы; лат. Montes Rook) — кольцевой горный хребет, окружающий Море Восточное на обратной стороне Луны. С Земли можно наблюдать только восточную часть гор, расположенную в юго-западной части видимой стороны Луны. Горы Рука фактически представляют собой две концентрические структуры, неофициально разделяемые на внешние и внутренние горы Рук, и окруженные с внешней стороны Кордильерами. Диаметр горной структуры составляет около 650 км, высота гор над окружающей местностью — около 6000 м. Промежуток между внешними и внутренними горами изрезан длинными долинами, местами заполненными базальтовой лавой, образующей небольшие лунные моря, одним из которых является Озеро Весны. В северо-восточной части промежутка между горами Рук и Кордильеры находится Озеро Осени. В юго-восточной части гор находятся два небольших кратера — Никольсон и Петтит, в внутренней северо-восточной части гор — кратеры Копф и Маундер, в юго-западной — кратер Голицын. Горы расположены в районе, ограниченном селенографическими координатами 9,29° — 30,44° ю. ш., 82,58° — 105,53° з. д..
Горы Рука обязаны своим происхождением импактному событию, породившему Море Восточное. По этому событию проведена граница раннеимбрийской и позднеимбрийской эпох. Согласно одной из точек зрения, горы представляют собой внешний вал бассейна моря.
Несмотря на традицию называть лунные горы именами земных, горы Рука названы в честь британского астронома Лоуренса Рука (1622—1666). Название присвоено Иоганном Шрётером в 1788 году. В 1984 году лунные геологи выделили третью концентрическую структуру в дополнение к внешним и внутренним горам Рук. Это самая внутренняя структура, и её диаметр составляет около 320 км. Собственного наименования она пока не получила.
Наличие трёх концентрических структур гор Рука и отсутствие отдельных официальных названий для внешнего и внутреннего хребтов стало причиной множества недоразумений и путаницы в указании размеров, положения и координат гор.